# Stereorhachis
Stereorhachis – rodzaj gada ssakokształtnego z rodziny ofiakodontów. Żył w późnym karbonie na terenie dzisiejszej Francji.